# Podrózie
Podrózie – wieś w Polsce położona w województwie świętokrzyskim, w powiecie pińczowskim, w gminie Działoszyce.
| SIMC    | Nazwa   | Rodzaj    |
| ------- | ------- | --------- |
| 0237587 | Wyrwa   | część wsi |
| 0237593 | Zajamie | część wsi |

W latach 1975–1998 miejscowość administracyjnie należała do województwa kieleckiego.